# Dracula (Bühnenstück)

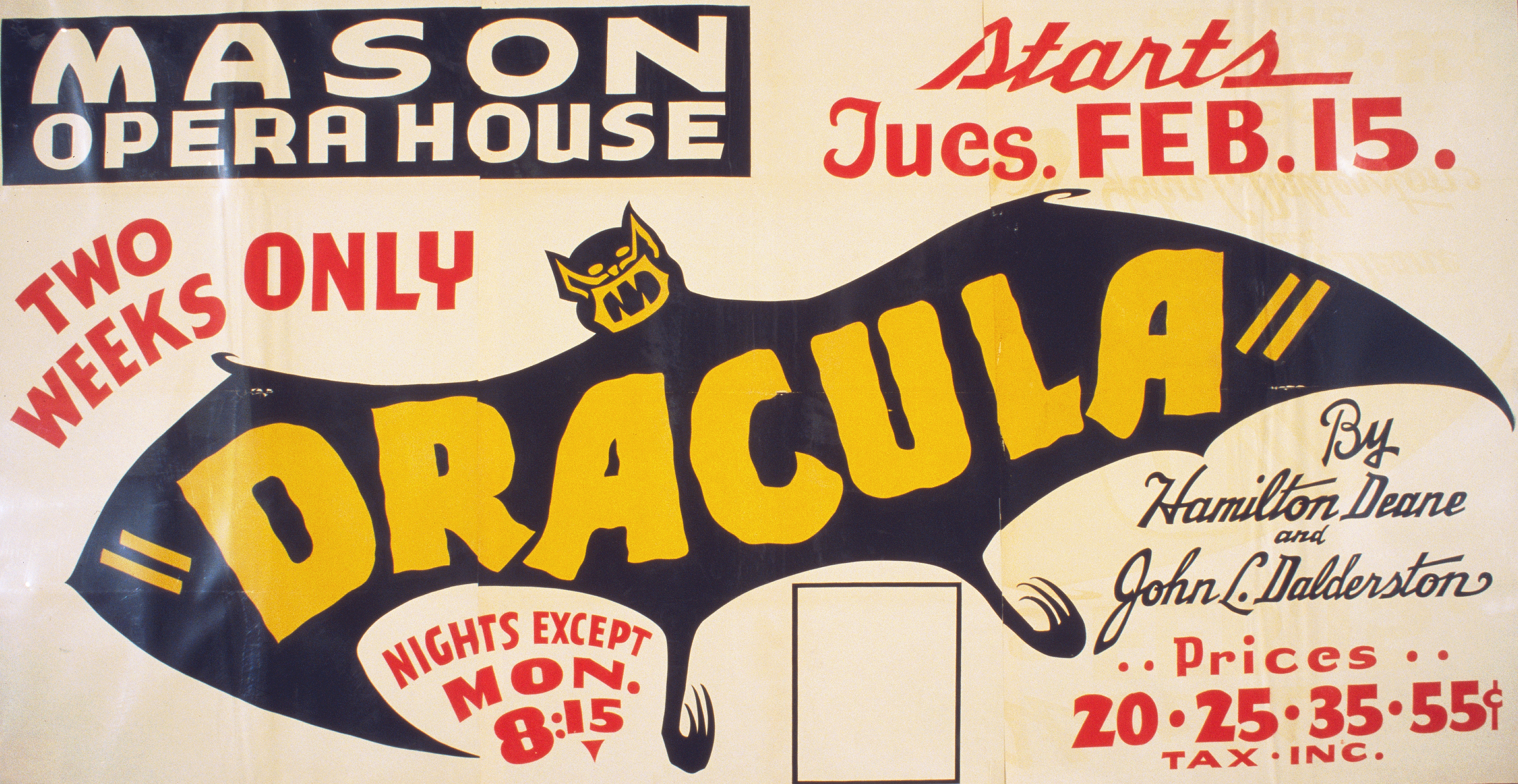
Dracula Werbeschild

Dracula ist ein Bühnenstück von Hamilton Deane aus dem Jahr 1924, basierend auf dem gleichnamigen Roman von Bram Stoker, und wurde 1927 grundlegend von John L. Balderston überarbeitet. Das Stück war die erste Adaption des berühmten Vampirromans, welche von Stokers Witwe autorisiert worden war.

## Hintergrund
In der Produktion der ursprünglichen Version spielte Raymond Huntley die Rolle des Dracula. Deane plante ursprünglich, die Titelrolle selbst zu spielen, entschied sich jedoch letztendlich für den Part des Van Helsing. Das Stück tourte drei Jahre lang erfolgreich durch England, ehe es nach London kam.
1927 wurde das Stück durch den Produzenten Horace Liveright in die USA an den Broadway geholt. Er engagierte John L. Balderston, damit dieser das Stück für das amerikanische Publikum überarbeitete. In der bearbeiteten US-amerikanischen Produktion spielte der ungarischstämmige Schauspieler Bela Lugosi, in seiner ersten englischsprachigen Hauptrolle, den Grafen Dracula an der Seite von Edward Van Sloan als Van Helsing. Beide Darsteller spielten ihre Rollen erneut in der 1931 von Tod Browning gedrehten Verfilmung des Deane-Balderston-Stückes.
In der Absicht, die Handlung möglichst zu straffen, wurden zahlreiche Charaktere herausgekürzt oder umgeschrieben. So wurden beispielsweise die Rollen Lucy Westenra und Mina Murray zu einer einzigen Figur namens Lucy Seward zusammengefasst. Dr. Seward wurde von Lucys Verehrer zu ihrem Vater umgearbeitet und die Rollen Quincey Morris und Arthur Holmwood wurden gänzlich gestrichen.
1977 wurde Dracula unter der Regie von Dennis Rosa wiederaufgeführt. Das Bühnenbild und die Kostüme wurden von Edward Gorey entworfen und die Titelrolle spielte Frank Langella, der auch, genau wie seinerzeit Lugosi, die Rolle in John Badhams Filmversion von 1979 übernahm. Das Stück gewann den Tony Award in den Kategorien Beste Wiederaufnahme und Bestes Kostümdesign und erhielt weitere Nominierungen in den Kategorien Bestes Bühnenbild und Bester Hauptdarsteller (Langella). Nachfolgende Darsteller der Titelrolle am Broadway waren unter anderen David Dukes, Raúl Juliá und Jean LeClerk. In der Londoner Produktion spielte Terence Stamp den Grafen Dracula und in US-amerikanischen Tournee-Produktionen waren Martin Landau und Jeremy Brett zu sehen.

## Inszenierungen

### Derby und London – Deanes Originalproduktion
Das Stück wurde am 5. August 1924 im Grand Theatre in Derby aufgeführt, bevor es nach London ins Little Theatre und später ins Duke of York’s Theatre umzog.
| Rolle               | Grand Theatre, Derby | Little Theatre, London | Duke of York’s Theatre, London |
| ------------------- | -------------------- | ---------------------- | ------------------------------ |
| Graf Dracula        | Edmund Blake         | Raymond Huntley        | Raymond Huntley                |
| Abraham van Helsing | Hamilton Deane       | Hamilton Deane         | Sam Livesey                    |
| Dr. Seward          | Stuart Lomath        | Stuart Lomath          | Vincent Holman                 |
| Jonathan Harker     | Bernard Guest        | Bernard Guest          | Stringer Davis                 |
| Mina Harker         | Dora Mary Patrick    | Dora Mary Patrick      | Dorothy Vernon                 |
| Quincey P. Morris   | Frieda Hearn         | Frieda Hearn           | Beatrice de Holthoir           |
| Lord Godalming      | Peter Jackson        | Peter Jackson          | Peter Jackson                  |
| R. M. Renfield      | G. Malcolm Russell   | Bernard Jukes          | Bernard Jukes                  |
| Wärter              | Jack Howarth         | Jack Howarth           | W. Johnson                     |
| Zimmermädchen       | Kilda MacLeod        | Kilda MacLeod          | Peggy Livesey                  |
| Hausmädchen         | Betty Murgatroyd     | Betty Murgatroyd       | Helen Adam                     |

### New York und London – Balderstons überarbeitete Produktion
Balderstons überarbeitete Fassung feierte 1927 seine Premiere im Fulton Theatre, unter der Regie von Ira Hards und mit Bela Lugosi und Edward Van Sloan als Dracula bzw. Van Helsing, Rollen, die sie auch im Film von 1931 spielen sollten. Kurz danach kam diese Fassung auch ins Windsor Theatre, nach London, erneut mit Van Sloan als Van Helsing und mit Raymond Huntley als Dracula, den er schon in der ursprünglichen Fassung von Deane gespielt hat. 1977 wurde das Stück am Broadway von Dennis Rosa wiederaufgeführt und kam später auch zurück nach London. Seit dem 13. Dezember 2010 war am New Yorker Off-Broadway eine Neuinszenierung von Deanes & Balderstons Dracula unter der Regie von Paul Alexander zu sehen. In der Titelrolle debütierte der italienischstämmige Schauspieler und Sänger Michel Altieri. Das Bühnenbild stammte von Dana Kenn, die Kostüme von Willa Kim.
| Rolle                           | Fulton Theatre, New York | Windsor Theatre, London | Martin Beck Theatre, New York | Shaftesbury Theatre, London | Little Shubert Theatre, New York |
| ------------------------------- | ------------------------ | ----------------------- | ----------------------------- | --------------------------- | -------------------------------- |
| Graf Dracula                    | Bela Lugosi              | Raymond Huntley         | Frank Langella                | Terence Stamp               | Michel Altieri                   |
| Abraham van Helsing             | Edward Van Sloan         | Edward Van Sloan        | Jerome Dempsey                | Derek Godfrey               | George Hearn                     |
| Dr. Seward                      | Herbert Bunston          | Herbert Bunston         | Dillon Evans                  | Barrie Cookson              | Timothy Jerome                   |
| John Harker                     | Terence Neill            | Terence Neill           | Alan Coates                   | Rupert Frazer               | Jake Silbermann                  |
| Lucy Seward                     | Dorothy Peterson         | Margot Lester           | Ann Sachs                     | Rosalind Ayres              | Emily Bridges                    |
| R. M. Renfield                  | Bernard Jukes            | Bernard Jukes           | Richard Kavanaugh             | Nickolas Grace              | John Buffalo Mailer              |
| Butterworth, der Wärter         | Albert Firth             | Carl Reid               | Baxter Harris                 | Shaun Curry                 | Rob O’Hare                       |
| Miss Wells, Lucys Dienstmädchen | Nedda Harrigan           |                         | Gretchen Oehler               | Marilyn Galsworthy          | Katharine Luckinbill             |

### Fernsehaufzeichnung aus dem Düsseldorfer Kom(m)ödchen vom 24. November 1972
Regie führten Kay Lorentz und Paul Vasil.
| Rolle                           | Darsteller         |
| ------------------------------- | ------------------ |
| Graf Dracula                    | Werner Vielhaber   |
| Abraham van Helsing             | Hermann Hartmann   |
| Dr. Seward                      | Heinz von Cleve    |
| Lucy Seward                     | Lore Lorentz       |
| John Harker                     | Heinrich Hambitzer |
| R. M. Renfield                  | Jochen Piel        |
| Butterworth, der Wärter         | Joachim Hackethal  |
| Miss Wells, Lucys Dienstmädchen | Carlamaria Heim    |

## Auszeichnungen und Nominierungen

### Erhaltene Auszeichnungen
- 1978: Tony Award für die Beste Wiederaufnahme eines Bühnenstückes.
- 1978: Tony Award für das Beste Kostümdesign (Edward Gorey) eines Bühnenstückes.

### Nominierungen
- 1978: Tony Award für den Besten Hauptdarsteller (Frank Langella) eines Bühnenstückes.
- 1978: Tony Award für das Beste Bühnenbild (Edward Gorey) eines Bühnenstückes.

## Abweichungen von der literarischen Vorlage

### Deanes Originalproduktion
- Als Lucy vorgestellt wird, ist ihr Nachname Westera anstelle von Westenra.
- Das Stück beginnt nach Minas Tod, die erwähnt- aber niemals gezeigt wird.
- Die Figur Quincey Morris wurde in eine Frau umgeschrieben.

### Balderstons bearbeitete Produktion
- Die Charaktere Arthur Holmwood und Quincey Morris wurden gestrichen.
- Dr. Seward ist nun Lucys Vater anstatt ihr Verehrer. Er leitet eine Anstalt für Geistesgestörte außerhalb Londons.
- Harkers Vorname wurde von Jonathan auf John verkürzt.
- Die Haus- und Zimmermädchen wurden in Miss Wells, Lucys Dienstmädchen zusammengefasst.
- Harker und Lucy sind nicht verheiratet.
- Dracula verbirgt sich in einem Kellergewölbe unter Dr. Sewards Anwesen anstatt im Nachbarhaus Carfax Abbey.
- Der Graf wird von Harker, anstelle von Morris, gepfählt, nachdem Van Helsing Renfield mit einem Trick dazu gebracht hat, das Versteck von Draculas Sarg zu verraten.
- Renfield, im Gegensatz zum Roman, überlebt.